# يوجين دي بلاس
يوجين دي بلاس (24 يوليو 1843 - 10 فبراير 1931) كان رسام إيطالي ينتمي لمدرسة الفن الأكاديمي. تعتبر لوحة في الماء من أشهر لوحاته.